# 445 Edna
445 Edna (mednarodno ime je 445 Edna) je asteroid tipa C (po Tholenu) v glavnem asteroidnem pasu.

## Odkritje
Asteroid je odkril ameriški astronom Edwin Foster Coddington ( 1870–1950) 2. oktobra 1898 na Mount Hamiltonu v Kaliforniji. Imenuje se po ženi dobrotnika Juliusa F. Stona

## Značilnosti
Asteroid Edna obkroži Sonce v 5,73 letih. Njegova tir ima izsrednost 0,192, nagnjen pa je za 21,367° proti ekliptiki. Njegov premer je 87,17 km, okrog svoje osi se zavrti v 19,97 urah.